# Slavomil Vencl
Slavomil Vencl (18. října 1936, Dlouhá Třebová – 23. června 2019) byl český archeolog, pedagog, sběratel umění, redaktor.

## Odborné vzdělání a zaměstnání
- 1954–1959 – studium archeologie na Filosofické fakultě University Karlovy[2]
- 1968 – PhDr.[3]
- 1959 – pracoval krátce v Národním muzeu
- od 1959 – Archeologický ústav ČSAV (nyní AV ČR) Praha, později emeritní pracovník
- 1979–2002 – externí učitel na FF UK
- 1994 – docent
- 1997 – DrSc.[4]
- 1998 – člen Učené společnosti ČR[5]
- 1998–2001 přednášel externě na Západočeské univerzitě v Plzni

Jeho původní specializací byl neolit a eneolit, především kamenná industrie těchto období, posléze však se věnoval období paleolitu a mezolitu. Zvláštní pozornost věnoval tzv. „archeologii nenalézaného“ a především metodologii archeologie. Byl úspěšným řešitelem řady vědeckých projektů Grantové agentury České republiky.
Byl redaktorem odborných periodik Výzkumy v Čechách (1968–1970) a Archeologické rozhledy (1973–1985). Od roku 1998 byl řádným členem Učené společnosti České republiky. 
Kromě své profese byl milovníkem výtvarného umění a sběratelem příležitostné grafiky. Po smrti Karla Samšiňáka stanul v čele Spolku přátel a sběratelů ex libris v Čechách. O užité grafice a graficích (například o Karlu Svolinském nebo o Aleně Antonové) také napsal několik publikací.
Jeho manželkou byla archeoložka Natalie Venclová.

## Výběr z publikací
- Kamenné nástroje prvních zemědělců ve střední Evropě. Sborník Národního muzea v Praze A-Historie 14, č. 1–2, 1960.
- Studie o šáreckém typu. Sborník Národního muzea v Praze A-Historie 15, č. 3, 1961.
- Das Spätpaläolithikum in Böhmen. Anthropologie (Brno) 8, č. 1, 1970.
- Hromadné nálezy neolitické broušené industrie z Čech. Památky archeologické 66,1975, s.12–73.
- K otázce zániku sběračsko-loveckých kultur, Archeologické rozhledy 34, 1982, s.648–694.
- K problematice fortifikací v archeologii, Archeologické rozhledy 35, 1983, 284–315.
- Otázky poznání vojenství v archeologii. Archeologické studijní materiály 14, 1984, Praha.
- War and Warfare in Archaeology. Journal of Anthropological Archaeology 6, 1984, s.116–132.
- The role of hunting-gathering populations in the transition to farming: a Central European perspective. In: Zvelebil, M., ed., Hunters in transition. Cambridge 1990, s.43–51.
- Hostim – Magdalenian in Bohemia, Praha 1995.
- Možnosti a meze kulturní determinace nálezů štípaných artefaktů v rámci projektu ALRNB, Archeologické rozhledy 50, 1998, 545- 556.
- Stone Age Warfare. In: J. Carman – A. Harding, eds., Ancient Warfare – Archaeological Prespectives. Sutton Publishing 1999, 57–72, 255 ad.
- Late Upper and Late Paleolithic in the Czech Republic. Folia Quaternaria 70, Kraków 1999, 289–296.
- K otázce věrohodnosti archeologických map. In: Sedmdesát neustupných let, 257–271. Plzeň 2003.
- K interpretacím magdalénienských nálezů z Putimi 1951–52, Archeologické výzkumy v jižních Čechách 17, 2004, s.9–23, České Budějovice.
- Dřevěná sakrální architektura a archeologie. In: Sborník k poctě V. Podborskému, s.517–524. Brno 2004.
- Nejstarší osídlení jižních Čech. Paleolit a  mezolit. Praha 2006 (Vencl, ed. et al.)
- The Prehistory of Bohemia 1. Palaeolithic and Mesolithic, Praha 2013 (Vencl, ed. et al.)

### Ostatní publikace
- Karel Svolinský: Novoročenky a jiná příležitostná grafika, Spolek sběratelů a přátel exlibris, Praha 1999
- České exlibris: Historie a současnost, Památník národního písemnictví Praha 2000
- České grafické novoročenky / Czech New Year print (Minulost a současnost), Nová tiskárna Pelhřimov, spol. s.r.o., 2012
- Česká příležitostná grafika, Nová tiskárna Pelhřimov, spol. s.r.o., 2015
- Moderní exlibris v českých zemích, Nová tiskárna Pelhřimov, spol. s.r.o., 2018